# Umajjovská mešita
Umajjovská mešita je největší mešitou v Damašku. Nechal ji postavit šestý chalífa z rodu Umajjovců al-Valíd ibn Abd al Malik. Její stavba probíhala mezi lety 706–715, kdy byla přestavěna z křesťanské baziliky Jana Křtitele, která byla vybudována na místě původního chrámu boha bouří a hromovládce Hadada, jehož stavbu historikové datují do počátku 1. tis. př. n. l. Již staletí předtím místo sloužilo k náboženským účelům. Po ovládnutí Damašku Římany v roce 64 př. n. l., byl Hadadův chrám přejmenován na chrám boha Jupitera. V roce 391 byl Jupiterův chrám přebudován v křesťanskou baziliku, která sloužila křesťanům celkem tři století. Z ní se dochovaly korintské sloupy, které se nachází v modlitebním sále. Nad modlitebním sálem je kopule spočívající na čtyřech podpěrách.
Vedle mešity byly na původním základu postaveny tři minarety. Minaret Nevěsty, minaret Ísy (Ježíše Krista) a Muhammadův. Podle legendy je v minaretu Nevěsty zazděna dívka z kmene Hasánovců, která byla nevěstou Ísy. V předvečer soudného dne k minaretu Ísy sestoupí Ježíš Kristus, aby mohl bojovat s Antikristem a tehdy nevěsta vystoupí z minaretu.
V mešitě se nachází mozaiková výzdoba znázorňující barvité venkovské krajiny, kvetoucí části Damašku, říčku Baradá s paláci na březích. Ty byly nedlouho po svém vzniku zasádrovány z obavy před Alláhovým hněvem a zrestaurovány až ve 20. století.
V sarkofágu v místnosti Mešmed Husajn je uchovávána hlava vnuka proroka Muhammada, Husajna. Ta sem byla dopravena na příkaz Mu'avii I. Kromě této lebky se zde nachází lebka připisovaná Janu Křtiteli. Také se zde prý uchovávají vlasy proroka Muhammada, který si je ostříhal před svou poutí do Mekky. Umajjovská mešita je také významným muslimským poutním místem. Mnozí muslimové ji navštěvují na své poutní cestě do Mekky.